# آرثر بيرسي ميتشيل
آرثر بيرسي ميتشيل هو سياسي كندي، ولد في 13 أبريل 1880 في المملكة المتحدة، وتوفي في 20 يناير 1968. حزبياً، نشط في إتحاد مزارعي ألبرتا ‏. وقد انتخب عضو الجمعية التشريعية ألبرتا.